# Жовтий осот польовий
Жовтий осот польовий (Sonchus arvensis) — вид трав'янистих рослин родини айстрові (Asteraceae). Етимологія: лат. arvensis — «польовий».

## Опис
Багаторічник 0–150(200) см, зазвичай кореневищний. Стебла прямостоячі, нерозгалужені за винятком квіткових і містять молочний сік. Листові пластини (3)6–40×2–15 см. Листки мають м'які, колючі зубчасті краї. Листки швидко зменшуються в розмірах, разом з підніманням на стебло. Золотисті квіткові голови до 5 см в ширину. Плоди темно-коричневі з чисто білими волосками, щоб носити їх на вітрі.

## Поширення
Поширений на більшій частині Європи і північної та ближньої Азії. Натуралізований в багатьох інших регіонах.
Зростає на полях, покладах, по чагарниках, іноді на луках на всій території України.

## Галерея

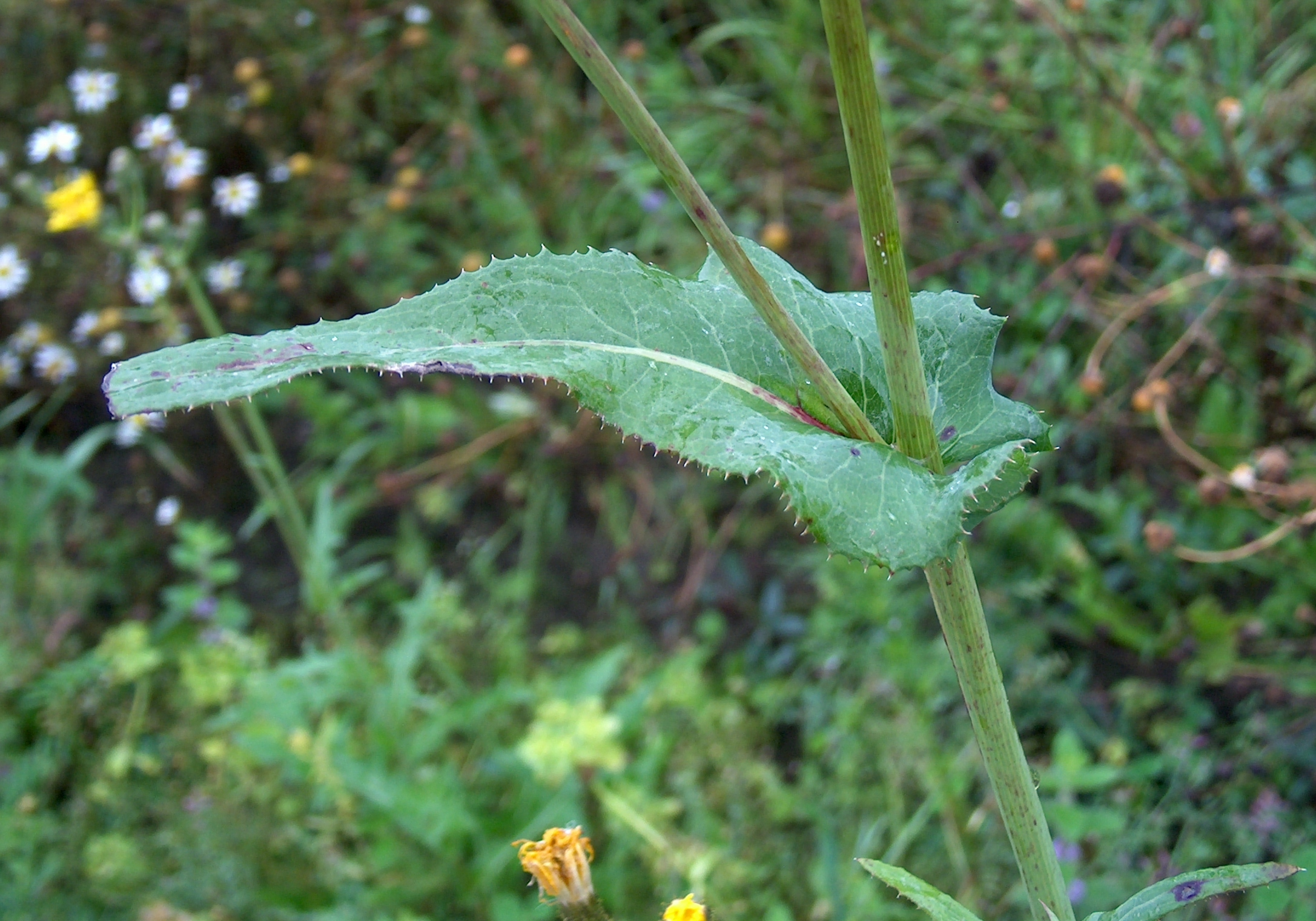
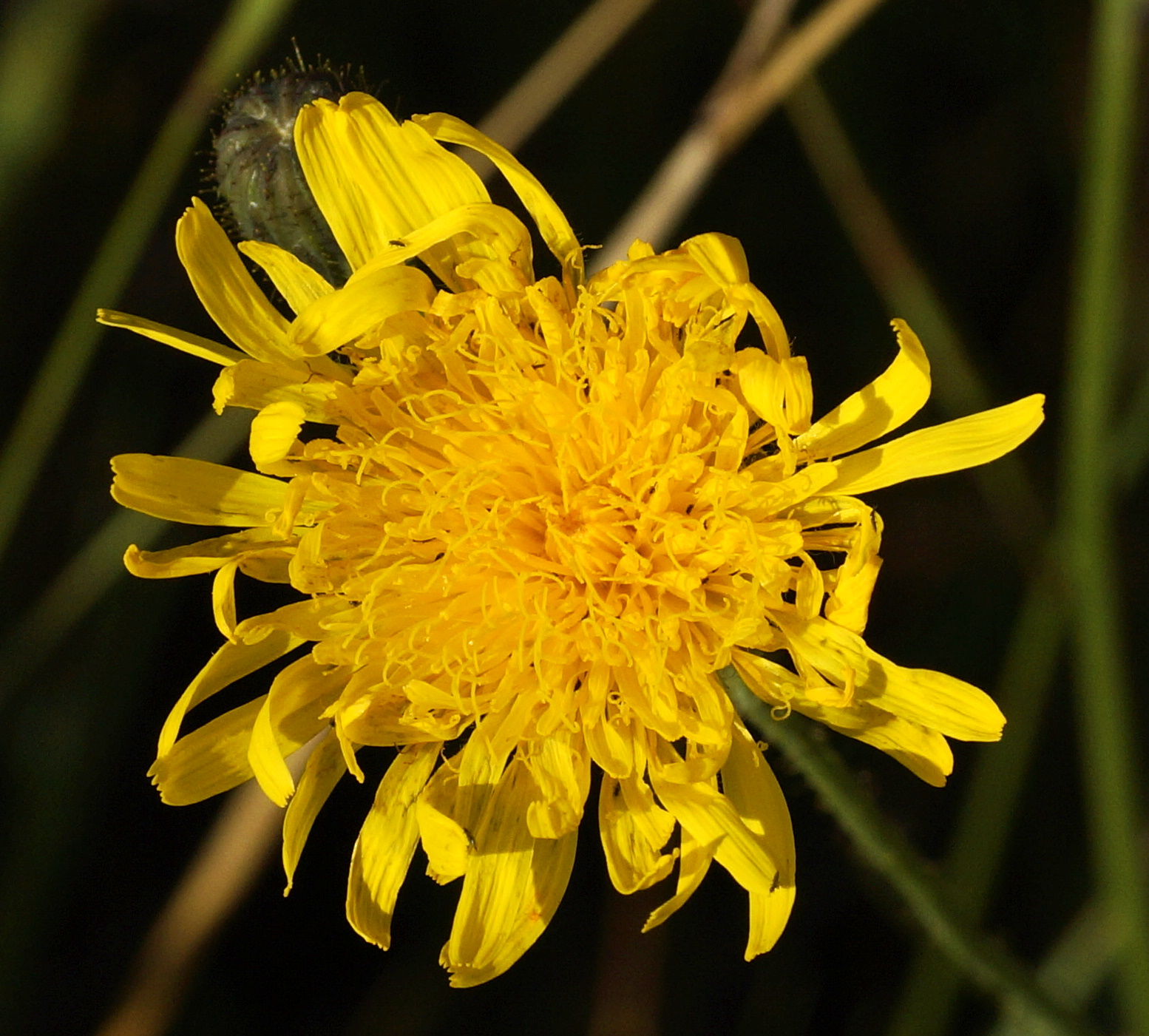
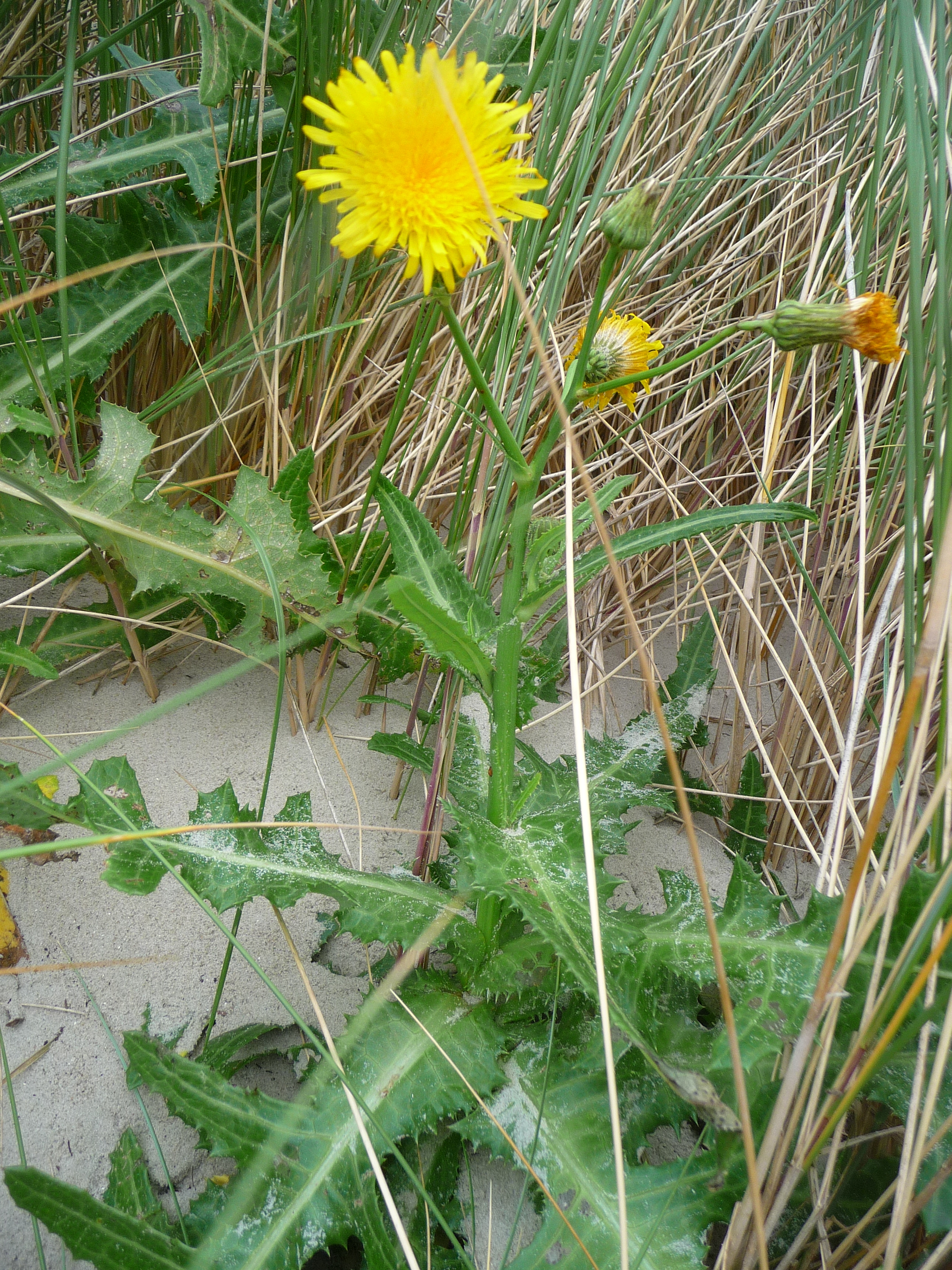

## Практичне використання

### У харчуванні
Молоде листя й стебла осоту, доки вони ще крихкі й ніжні, їстівні для людини як листовий овоч: для салатів, овочевого пюре та як присмаку для юшок, рису, плову, м'ясних солянок. Старі листи й стебла можуть бути гіркими, але молоді листки мають смак, схожий на салат. Листя має 30-35 хв помокнути в солоній воді, щоб пом'якшився гіркуватий присмак. Очищені від шкірки та розтерті молоді стебла осоту — відомі ласощі для дітей і дорослих. Відварені в солоній воді молоді стебла та пагони готують як цвітну капусту або спаржу — з сухарями в олії.